# Alberti (ciudad)
Alberti es una localidad del centro-norte de la provincia de Buenos Aires, Argentina. Es la cabecera del partido homónimo. Cuenta con la estación del ferrocarril Domingo Faustino Sarmiento “Andrés Vaccarezza”.

## Geografía
El clima es templado y húmedo, con las características comunes de la pampa bonaerense.

## Historia

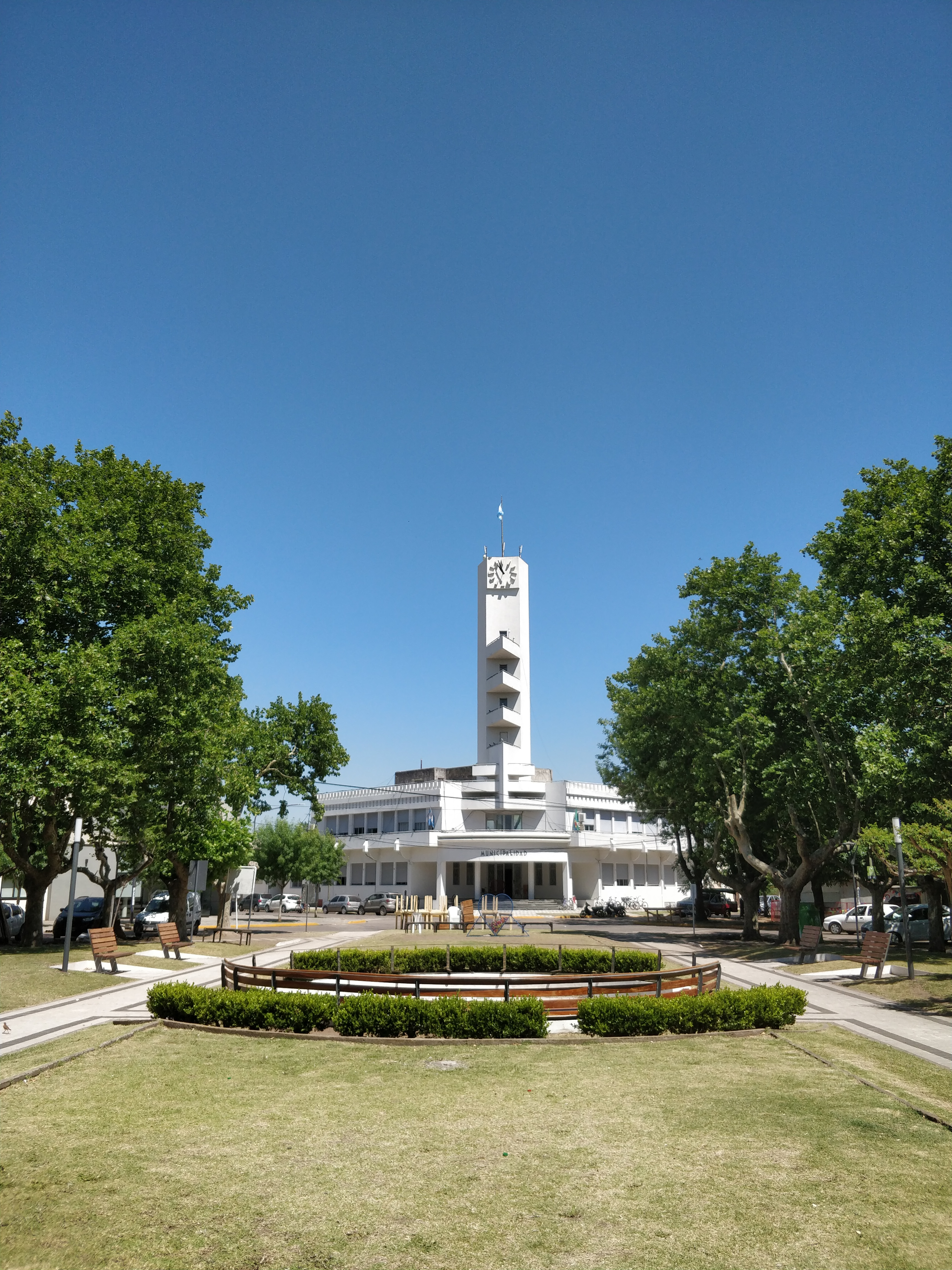
Municipalidad de Alberti vista desde la plaza.

El 8 de agosto de 1870 Andrés Vaccarezza, llegado de Génova en 1848, adquirió un campo en el Cuartel VI del partido de Chivilcoy que contaba de 370 hectáreas y que luego amplió a 500. Posteriormente creó en su campo una colonia agrícola e industrial, estableciendo a ese efecto un molino harinero, el más importante en la zona en aquel tiempo y que motivó el asentamiento de los primeros pobladores del lugar. Hacia 1872 se construyó la casa del fundador en la esquina de la actual avenida Vaccarezza y la calle Belgrano.
A partir de 1877 se inauguró el ramal Chivilcoy-Bragado del ferrocarril Oeste creándose la estación Andrés Vaccarezza, que da un fuerte impulso al desarrollo del pueblo. El pueblo fue fundado por Andrés Vaccarezza el 27 de octubre de 1877, habiéndose elaborado previamente el primer plano de la planta urbana, que constaba de 80 manzanas ubicadas alrededor de las vías del ferrocarril. En 1885 Don Andrés Vaccarezza contrata al agrimensor Vicente Souza para que realice el trazado definitivo del pueblo. La extensión del campo del fundador fue fraccionado en 166 manzanas de 100 metros de lado, separadas por calles de 20 metros de ancho; cada manzana estaba subdividida en 4 solares, lo que arrojaba un total de 664 solares. 
Luego de insistentes gestiones ante el gobierno de la provincia de Buenos Aires, el 6 de junio de 1910 fue aprobado el proyecto de ley de creación del partido de Alberti. El 10 de junio de ese año, el gobernador José Inocencio Arias promulgó la ley, creando el partido de Alberti con tierras pertenecientes hasta ese momento a los partidos de Chivilcoy, Bragado, 25 de Mayo y Chacabuco.

## Educación
En la localidad existen instituciones educativas de nivel inicial, primario, secundario, especial (Escuela de Educación Especial N.º 501 "Mario Vitalone"), psicología, y centros educativos complementarios (N.º 801 "Don Andrés Vaccarezza" en planta urbana y N.º 802 "El Principito" en Mechita) , como así también de educación física (C.E.F N.º 68); existen también ofertas educativas de nivel terciario (Instituto Santísima Virgen Niñá). Hay escuelas primarias como las N.º 1,  N.º 4,  
N.º 14 y el colegio Virgen Niña, entre otras. Hay además escuelas secundarias como la escuela de educación secundaria N.º 2 (antigua Escuela de Comercios) Pablo Pizzurno, el Instituto Santísima Virgen Niña, la Escuela de Educación Técnica  N.º 1 Almirante Guillermo Brown, la Escuela de Educación Agraria N.º 1 Eduardo  A. Clausz y la escuela de educación secundaria N.º 1 Ricardo Güiraldes, esta última ubicada en la localidad de Coronel Mom. Desde el año 2015 el distrito cuenta con la Escuela de Educación Estética N.º 1 y el Centro de Formación Profesional N.º 401, y desde el año 2018 con el Centro Educativo de Nivel Secundario (CENS) N.º 451 perteneciente a la Modalidad Adultos.

## Población
Cuenta con 8260 habitantes (Indec, 2010), lo que representa un incremento del 10,2% frente a los 7493 habitantes (Indec, 2001) del censo anterior.
| Gráfica de evolución demográfica de Alberti entre 1914 y 2010 |
|                                                               |
| Fuente: Censos nacionales del INDEC                           |

## Personalidades
- Atilio Costa Febre, relator deportivo de la campaña de River Plate desde 1990.
- Felipe "Pipe" Freggiaro, chico viral LUZU TV desde 2024.
- Pablo Ladaga, conductor, periodista, relator deportivo.
- María Teresa Dova, física, que desentrañó la partícula de Dios ganó el Premio internacional L'Oréal-Unesco 2025.
- Luis Bongianino, árbitro de fútbol de primera división
- Gustavo Bassi, árbitro de fútbol de primera división

## Economía
Como en la mayoría de la provincia de Buenos Aires, la agricultura y la ganadería son la base de la economía. Las tierras de la zona son particularmente aptas para el cultivo de trigo, maíz, soja, girasol, alfalfa, avena, sorgos graníferos y forrajeros. Entre los establecimientos agrícolas, destaca especialmente el Criadero Klein dedicado a la reproducción y venta de semillas de trigo.
En agosto de 1987, con la presencia del entonces presidente de la Nación, Dr. Raúl Alfonsín, fue inaugurado el Sector Industrial Planificado, con el objetivo de fomentar la radicación y el funcionamiento de la pequeñas industrias, contando con los beneficios de la promoción industrial a nivel provincial y municipal.
La mayor parte de la planta urbana de Alberti cuenta con los servicios básicos (agua, energía eléctrica, cloacas y gas natural).

## Turismo

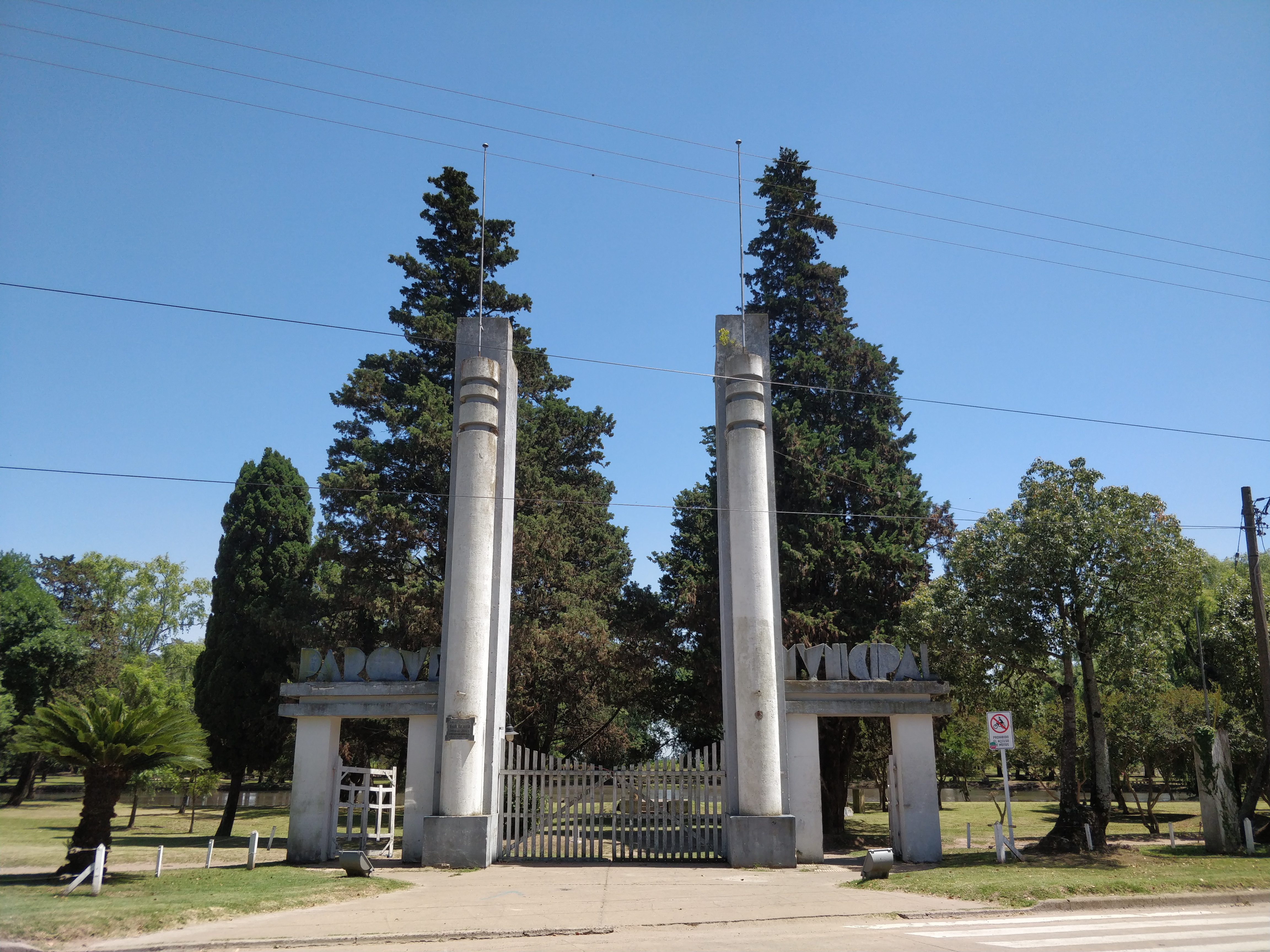
Portal del parque municipal General San Martín

Entre los lugares a visitar se destacan:
- Parque municipal General San Martín (inauguración en 1938)
- Río Salado (donde se practica mucho la pesca deportiva),
- Museo de Arte Contemporáneo Raúl Lozza / Posee una interesante colección de arte contemporáneo. Más información puede hallarse en su página web:
- Casa Museo "El Molino", la casa de don Andrés Vaccarezza es el único testigo que aún perdura de la gesta fundadora, hoy convertida en museo.
- Obras del arquitecto e ingeniero Francisco Salamone: Palacio municipal, escuela de educación secundaria N.º 2 Pablo Pizzurno, plaza General Arias en la que se encuentran el mástil, monumento a la bandera, proyectado por Salamone, además del monumento a Andrés Vaccarezza y a los primeros pobladores, obra del famoso escultor Luis Perlotti, y el monumento al presbítero Dr. Manuel Alberti (inaugurado el 2 de octubre de 1927).

 Francisco Salamone
- La iglesia Ntra. Señora del Rosario proyectada por el arquitecto Carlos Ancell
- Plaza de las Américas
- Plaza de la Memoria

## Medios
- Informe Especial. 30 años de periodismo en Alberti.

- http://informeespecial.com.ar/
- "El Salado" Medio de comunicación en línea, en el cual se encuentran noticias del partido de Alberti.

- http://www.diarioelsalado.com.ar/
- "Canal 5" medio televisivo donde se hallan noticias del día.
- https://web.archive.org/web/20160109231709/http://laaldearevista.com.ar/

```
*LRS-869 FM GENESIS 92.3
```